# 소대장 (양나라)
소대장(蕭大壯, 534년 ~ 551년)은 중국 남북조 시대 양나라의 황족이다. 자는 인례(仁禮)이고 간문제의 열셋째 아들이다.

## 생애
543년에 고당현공(高唐縣公)으로 봉해졌다.
549년에 간문제가 즉위한 뒤 그해 7월 18일에 소대장을 신흥군왕(新興郡王)으로 봉했다.
551년에 후경이 간문제를 폐한 뒤 소대장을 살해했다.